# Campionati italiani estivi di nuoto 1922
I ventesimi campionati italiani assoluti di nuoto si sono svolti ad Abbazia dove è stato allestito un campo a mare da 100 metri dall' 8 al 10 settembre 1922.

## Podi

### Uomini
| Evento               | Oro                                                      | Tempo    | Argento | Tempo | Bronzo              | Tempo |
| Stile libero         |                                                          |          |         |       |                     |       |
| 100 m                | Agostino Frassinetti                                     | -        |         |       |                     |       |
| 400 m                | Romeo Sperber                                            | 6'09"40  |         |       | Antonio Quarantotto | -     |
| 1500 m               | Luigi Valle                                              | 25'04"80 |         |       |                     |       |
| Dorso                |                                                          |          |         |       |                     |       |
| 100 m                | Gino Tripold                                             | 1'38"40  |         |       | Emerico Biach       | -     |
| Rana                 |                                                          |          |         |       |                     |       |
| 200 m                | Ottone Andreancich                                       | 3'18"20  |         |       |                     |       |
| Staffette            |                                                          |          |         |       |                     |       |
| 4x200 m stile libero | Sturla Massimo Vassallo Luigi Valle Drepama Olivari      | 11'57"20 |         |       |                     |       |
| 3x100 m misti        | U. S. Triestina Emerico Biach Ottone Andreancich Turcich | 4'28"60  |         |       |                     |       |

### Donne
| Evento       | Oro | Tempo | Argento | Tempo | Bronzo | Tempo |
| Stile libero |     |       |         |       |        |       |
| 100 m        | -   | -     |         |       |        |       |